# Јевреји
Јевреји (хебр.  — „Јехудим”) припадници су етнорелигијске групе и нације која потиче од Израелита и Хебреја из историјског Израела и Јудеје. Јеврејски етницитет, националност и религија снажно су међусобно повезани. Јудаизам је етничка религија Јевреја, али поштовање религије варира од строгог придржавања до потпуног непридржавања.
Јевреји су настали као етничка и религијска група на Средњем истоку током 2. миленијума прије н. е, у дијелу Леванта познат као Земља Израел. Стела Мернептаха по свој прилици потврђује постојање народа Израела негдје у Ханану још у 13. вијеку прије н. е. (касно бронзано доба). Израелити, као изданак хананског становништва, утврдили су своје држаље појавим краљевина Израел и Јудеја. Неки сматрају да су се ханански старосједиоци Израелити спојили са номадским групама познатим као ’Хебреји’. Иако мало који извор детаљно спомиње периоде изгнанства, искуство живота у дијаспори, од вавилонског ропства и изгнанства до римске окупације и изгнанства, као и историјски односи између Јевреја и њихове домовине након тога, постали су главна карактеристика јеврејске историје, идентитета и сјећања.
У наредним миленијумима, заједнице јеврејске дијаспоре спојиле су се у три главне етничке цјелине према мјесту гдје су се њихови преци населили: Ашкенази (средња и источне Европа), Сефарди (у почетку Пиринејско полуострво) и Мизрахи (Средњи исток и сјеверна Африка). Пред Други свјетски рат, јеврејско становништво у свијету достигло је максимум од 16,7 милиона, представљајући око 0,7% свјетског становништва у то вријеме. Приближно 6 милиона Јевреја систематски је убијено током Холокауста. Од тада се становништво полако поново повећавало, а Берманова јеврејска банка података процијенила да број Јевреја износи 14,6—17,8 милиона, што је мање од 0,2% укупног свјетског становништва.
Држава Израел једина је држава у којој Јевреји чине већину становништва. Она се дефинише као јеврејска и демократска држава у Основним законима, нарочито у дијелу о људском достојанству и слободи, који се заснива на Декларацији о независности из 1948. године. Израелски Закон о повратку додјељује право држављанства Јерејима који су изразили жељу да се настане у Израелу.
Јевреји су значајно утицали и допринели развоју и расту људског напретка у многим областима, како историјски тако и у модерно доба, укључујући; науку и технологију, филозофију, етику, књижевност, управљање, бизнис, уметност, музика, комедија, позориште, биоскоп, архитектуру, храну, медицину, и религију. Јевреји су писали Библију, основали хришћанство и имали индиректан, али дубок утицај на ислам. На овај начин, Јевреји су такође играли значајну улогу у развоју западне културе.

## Етимологија
Српска ријеч „Јевреј” води поријекло од грчке ријечи Ἑβραῖος Hebraîos, која је у грчки дошла преко арамејског עברי 'ibrāy, а које су све на крају изведене из библијске хебрејски ријечи עברי Ivri, једног од неколико назива израелитског (јеврејског и самарићанског) народа (Хебреји). Вјерује се да је име засновано на семитског коријену עבר (ʕ-b-r), што значи „иза”, „с друге стране”, „преко”; тумачење израза генерално дају приближно значење „с друге стране [ријеке/пустиње]”, тј. егзоним за становнике земље Израела/Јудеје, вјероватно из перспективе Месопотамије, Феникије или Трансјорданије (с тим да се ријека може односити на Еуфрат, Јордан или Литани; или можда на сјеверни дио Арабијске пустиње између Вавилоније и Ханана).
Хебрејска ријечи за „Јевреја” јесте יְהוּדִי Yehudi (множина יְהוּדִים Yehudim). Ендоними на осталим јеврејским језицима укључују ладино ג׳ודיו Djudio (множина ג׳ודיוס Djudios), а на јидишу ייִד Yid (множина ייִדן Yidn).

## Идентитет
Јудаизам има неке карактеристике нације, етничке припадности, религије и културе, што чини да се дефиниција тога ко је Јеврејин незнатно разликује у зависности од тога да ли се користи верски или национални приступ идентитету.  Генерално, у савременој секуларној употреби, Јевреји укључују три групе: људе који су рођени у јеврејској породици без обзира на то да ли су верујућу или не, оне који имају неко јеврејско порекло или лозу (понекад укључујући и оне који немају искључиво јеврејско матрилинеарног порекло) и људи без икаквог јеврејског порекла или лозе који су се формално преобратили у јудаизам и стога су следбеници религије.
Историјске дефиниције јеврејског идентитета традиционално су се заснивале на халахијским дефиницијама матрилинеарног порекла и халахичким конверзијама. Ове дефиниције о томе ко је Јеврејин датирају још од кодификације усмене Торе у вавилонски Талмуд, око 200. године нове ере. Популарна теорија је да је силовање јеврејских жена у заточеништву довело до тога да се закон о јеврејском идентитету везује за наслеђе по мајчиној линији, иако научници оспоравају ову теорију позивајући се на талмудско успостављање закона из периода пре егзила. Други аргумент је да су рабини променили закон о патрилинеарном пореклу у матрилинеарно због распрострањеног силовања јеврејских жена од стране римских војника. Од антирелигијског покрета Хаскала касног 18. и 19. века, халахичка тумачења јеврејског идентитета су доведена у питање. Рабин Ривон Кригијер тврди да је јеврејско порекло раније заступало патрилинеарно порекло и да је закон о матрилинеарном пореклу вуче корене у римском правном систему.

## Историја
Према јеврејској Библији, сви Израелићани потичу од Аврама, Исака и Јакова. Аврам је рођен у сумерском граду Ур Касдим, и преселио се са својом породицом у Ханан (који се често назива и Ерец Израел). Аристотел је веровао да су Јевреји дошли из Индије, где су били познати као Калани. Генетске студије Јевреја показују да већина Јевреја на свету имају заједничко генетско порекло које потиче из Средњег истока, и да они највише заједничког са народима Плодног полумесеца. Међутим, према археолошким изворима, израелитска култура није заузела ову област, већ је израсла из хананске културе.

### Библијска традиција
Према подацима из Јеврејске Библије, Јевреји потичу од древних народа који су населили област Ханан између источне обале Средоземног мора и реке Јордан. Древни јеврејски текстови их описују као децу Израиљову, потомке заједничких предака, међу којима су Аврам, његов син Исак и Исаков син Јаков. Они су прво живели у околини града Ура у Месопотамији; отуд их довео у Ханан патријарх Аврам. Религијски текстови наговештавају да су номадска путовања Јевреја сконцентрисала око Хеброна у првим вековима 2. миленијума п. н. е. Децу Израиљову су чинила дванаест племена, свако названо по једном од Јаковових дванаест синова: Рувен, Леви, Јуда, Исахар, Симон, Зевулон, Дан, Јосиф, Нафтали, Гад, Асер и Венијамин.
Религијски текстови говоре причу о Јакову и његових дванаест синова, који су напустили Ханан након велике глади и населили се у област Госен у северном Египту, по наговору Јакововог сина Јосифа који је постао фараонов везир. Док су били у Египту за њихове потомке се говори да их египатски фараон претворио у робље, иако нема независних доказа да се ово икада десило. Даље према легенди, након 400 година ропства, Јехова, бог Израела, је послао пророка Мојсија из племена Леви да извуче Израелићане из окова. Према Библији, Јевреји су напустили Египат захваљујући бројним чудима (легенда позната као Егзодус) и предвођени патријарсима (Мојсије, Арон, Исус Навин) лутали дуго по Синајском полуострву и Арапској пустињи, затим освојили своју домовину Ханан и поделили се међу својих 12 племена.
Међутим, археологија показује сасвим другачију причу о пореклу Јевреја, по коме они нису морали да напуштају Левант. Археолошки докази који показују да је колевка Израела Ханан, а не Египат, су многобројни и не остављају места за библијске догађаје.
Услед честих ратова са староседеоцима Јевреји су прво бирали судије, којим су поверавали команду над војском; касније су се ујединили и почели да бирају цареве; уједињеном јевр. државом владали су Саул, Давид, и Соломон. За њихове владавине Јевреји су коначно потукли старе хананске народе и најопасније непријатеље Филистејце и проширили државу на југ до Црвеног мора, а на север до реке Еуфрат.

### Стари век
После Соломонове смрти јеврејска држава поделила се на 2 дела: Израиљ с престоницом у Самарији, и Јудеју с престоницом у Јерусалиму. Самарију је уништио асирски краљ Саргон II (722. п. н. е.). Десет племена која су живјела у сјеверном израелском краљевству, нестало је. Поражени од асирског краља Схалманесера В., они су одведени у горњу Месопотамију и Медеју, данашња Сирија и Ирак. Десет племена никада се није вратило. Они ће се, по вјеровању, једнога дана вратити у Свету земљу, али не док не пређу страшну ријеку Самбаyтон којом ће их Бог заштитити. Јудеју је заузео вавилонски краљ Набукодоносор II (587. п. н. е.) и одвео Јевреје у Вавилонско ропство; из ропства их пустио персијски краљ Кир Велики, али је целу Палестину претворио у персијску сатрапију.
Током старог века као и даље кроз историју, једна од ознака припадности јеврејском идентитету била је обрезаност мушкараца.
После тога Јевреји су били под влашћу Персијанаца, Александра Великог, Селеукида, Египћана и Римљана (од 63. п. н. е.).
Средином 1. века дигли су побуну коју је угушио римски цар Тит; услед нове побуне (130—135), коју је предводио Бар-Кохба, римски цар Хадријан опустошио је земљу, подигао Јупитеров храм уместо Јахвеовог храма и забранио приступ у Јерусалим Јеврејима, који су онда расељени по свим римским провинцијама.

### Средњи век
У 5. веку распада се Римско царство, али Јевреји не успевају услед бурних историјских прилика да се врате у Палестину. Већина Јевреја налази се у то доба у западној Европи, па зато од тада европски Јевреји преузимају вођство међу Јеврејима све до средине 20. века.
У средњем веку најтолерантнији према Јеврејима били су Арапи. Доласком Арапа у Шпанију (711) настао је за Јевреје политички и културни препород, нарочито од 10. до 12. века. Почев од 12. века, јачањем утицаја Римокатоличке цркве, погоршава се положај шпанских Јевреја, а са протеривањем Арапа са Пиринејског полуострва (пад Гранаде 1452) и завођењем инквизиције (1480) њихов положај постаје неодржив. Бежећи из Шпаније и Португалије, Јевреји налазе уточиште у Османском царству и у земљама под турском утицајном сфером. Ова грана Јевреја добиће назив Сефарди (хебр. Шпанци).
Карло Велики је позвао медитеранске Јевреје да населе немачке територије (око 800), па је дошло до сталног насељавања. Ова грана Јевреја добиће назив Ашкенази (хебр. Немци).
У средњовековној Европи нетрпељивост према Јеврејима била је велика. Јевреји су били омрзнути међу већинским хришћанским становништвом због посебне вере и културе. Како је Римокатоличка црква забрањивала хришћанима давање зајмова под камату, Јевреји тако постају једини позајмљивачи новца, што их још додатно омражава међу становништвом.

### Нови век
Изолација Јевреја постаје нарочито тешка у доба реформације и католичке реакције, када је папа Павле IV прописао 1555. године булу да Јевреји у Папској држави морају становати у гету, тј. у одељеним деловима градова. Све до половине 18. века културни и политички положај Јевреја не разликује се много од онога у средњем веку. У католичким земљама Јевреји живе у гетоима под будном паском инквизиције.
Ашкенази се постепено померају на исток прелазећи у Пољску, поготово након Лутерових настојања да протера Јевреје из немачких држава. До 1600. Пољска је постала место најмасовнијег јеврејског насељавања. И Ашкенази и Сефарди у ово време се баве трговином, будући да нису могли поседовати земљу; а временом настаје међу Ашкеназима јеврејска буржоазија (махом банкари).
Француском револуцијом почиње нови период у историји Јевреја. Године 1791. француски Јевреји су изједначени у грађанским правима са осталим грађанима. Од тада Јевреји се боре за слободу вероисповести и грађанску равноправност.
Током 19. века Јевреји ће изборити грађанску равноправност у свим европским земљама осим у Португалији (тек 1910) и Руској Империји.
Деобама Пољске у другој половини 18. века, велики број пољских Јевреја налази се у границама Русије. Тако се до погрома, крајем 19. века, унутар граница Русије налазило две трећине европских Јевреја, тј. око 5.000,000. Погроми Јевреја дешавали су се у Русији 1881—1882, 1891, 1906—1907. Они су проузроковали јаче емигрирање Јевреја у САД, Палестину и Аргентину. Усељавање у Америку из Европе појачавало се после сваког већег прогона у Европи. У САД Јевреји уживају веће слободе него у Европи, и то им доцније омогућава да у привреди, јавном и културном животу САД играју значајну улогу. У Великој Британији почетком 20. века Јевреји такође стичу знатан утицај.

### 20. век
Пред крај Првог светског рата (1917) Јеврејима је гарантовала Велика Британија, на основу минималног ционистичког програма, Балфоровом декларацијом оснивање јеврејског националног завичаја у Палестини, а Друштво народа је то 1922. године потврдило унутар британске мандатне области.
На основу расног антисемитизма, који је између два светска рата у Немачкој озакоњен Нирнбершким законима, Хитлер и врхови НСДАП-а после избијања Другог светског рата доносе план о биолошком уништењу Јевреја и других „инфериорних раса”. Тај план спроводио се у неколико фаза на територији читаве окупиране Европе.
Убијено је око шест милиона Јевреја. Масовно страдање јеврејског народа од стране Хитлерове Немачке названо је холокаустом.
Године 1948. основана је на већем делу британског мандатског подручја у Палестини држава Израел, у коју се уселило неколико стотина хиљада Јевреја из свих крајева света. Усељавање је било праћено крвавим сукобима између Јевреја и Арапа. До данас, упркос многим мировним иницијативама и преговорима, није дошло до трајног мира између Јевреја и Арапа.

## Религија
Корени јеврејске религије или јудаизма потичу још из номадског периода, када су Јевреји обожавали разне природне појаве. Већ тада један од главних јеврејских богова био је Јахве, бог ветра, олује и ватре. Доцније, Мојсијевим нормирањем јеврејска вера постаје изразито монотеистичка.
Основе вере садржане су у Тори. Јахве је постао једини јеврејски бог, који је у исто време заштитник народа. Јевреји су изабрани народ, носилац идеје о спаситељу света (месија) који ће доћи из јеврејског народа. Одлике вере су: строг морал заснован на Десет божјих заповести, приношење животињских жртава, теократија, строг формализам. Верски центар је јерусалимски храм у коме се једино могу вршити богослужења.
Након уништења јерусалимског храма престаје богослужење, а верски центри постају синагоге. Улогу свештенства преузимају рабини а верски обреди састоје се из молитава и читања Торе. Поред Торе, велику важност има Талмуд — средњовековна збирка расправа које су водили рабини о јеврејском праву, етици, обичајима и историји.
Јеврејска и хришћанска вера имају заједничко учење о понизности везано за Стари завет. У личности Мојсија, који је водио израелски народ из ропства у Египту у Обећану земљу, понизност је знак Божје снаге и намене, а не слабости. Библија каже: „Мојсије је био врло скроман човек, најскромнији човек на земљи.” Мојсије је подједнако слављен од стране јеврејских и хришћанских верника.
Део Јевреја противи се абортусу, а део га подржава.

## Писмо
Хебрејски алфабет је писмо од 22 слова којим се пише хебрејски језик. Широко је распрострањен и међу јеврејском дијаспором, тако да се још неколико језика, као што су јидиш и ладино, пише овим писмом. Пише се здесна улево. Испрва су сва јеврејска слова консонантска, а вокални знакове су увели рабини у 8. веку.
Старојеврејско писмо није идентично са данашњим. Оно води порекло од месопотамског клинастог писма. Најстарији писани су старојеврејским писмом потичу између 11. и 10. века п. н. е.

## Језик
Хебрејски језик (иврит) је семитски језик којим говори око 6 милиона људи, углавном у Израелу где је службени језик.
До 20. века хебрејски језик је био мртав језик. Стварањем државе Израел 1948. године долази до ускрснућа хебрејског језика. Данас под хебрејским језиком или ивритом подразумевамо онај који је настао радом јеврејских лингвиста, који су настојали да поново уведу у живот старојеврејске и арамејске речи где год је могуће, чувајући старе форме у граматичком и синтактичком погледу, уводећи нове форме и нове речи само када је то било неизбежно. Изговор иврита је сефардски изговор старојеврејског писма.

## Књижевност
Јеврејска књижевност обухвата време од 3000 година, писана на хебрејском и језицима народа под чијом су влашћу и утицајем Јевреји живели.
Најстарији и најважнији споменик јеврејске књижевности је Библија. Настала је столећима, тек у 8. веку п. н. е. добија завршни облик. Библија садржи многе легенде, историјске податке, филозофске, морално-религиозне погледе, побожне (псалми), па чак и љубавне песме („Песма над песмама”), па отуда представља важан извор за проучавање античке јеврејске историје.
У хеленистичком периоду хебрејски језик постаје мртав језик, а Јевреји стварају махом на грчком језику. У том периоду настаје „Септуагинта”, колективно дело које представља превод хебрејске Библије на грчки језик. У јеврејску књижевност могу се сврстати и дела јеврејских филозофа и историчара; Филона из Александрије и историјска дела Јосифа Флавија, будући да су она изворно писана на грчком језику. Оба дела су важан извор за познавање историје Јевреја из хеленистичког периода.
У касној антици и раном средњем веку најважније дело јеврејске књижевности је Талмуд, а значајна је и верска поезија која је нарочито негована до 8. века.
Класично доба јеврејске књижевности, звано и „Златним добом” је средњовековна јеврејска литература (10-12. в.). У вези с арапском културом развили су се до завидне висине сви облици литерарног стварања. Највећи песници су Габирол, Моше ибн Езра и Јехуда Халеви, а најзначајнији писац је Моше бен Мајмон (Мајмонидес).
За касни средњи век и рани нови век значајна су дела која стварају коментатори Талмуда Јозеф Каро, Менасе бен Израел (16. врк) и др.
Новојеврејска књижевност почиње с европским рационализмом.

## Јевреји у свету
Увек присутне асимилацијске тенденције у локално друштво, те двојност самих Јевреја као верске и народне заједнице, доводе до опречних процена о укупном броју Јевреја. Према једној статистици они чине око 0,2% светског становништва — 13 милиона, а према другој широм света живи око 15 милиона Јевреја.
| Држава                               | јеврејско становништво |
| ------------------------------------ | ---------------------- |
| САД                                  | 5.671.000              |
| Израел (1)                           | 5.300.000              |
| Европа                               | < 2.000.000            |
| Француска                            | 600.000                |
| ЗНД-државе (2)                       | 400.000                |
| тиме Русија (2)                      | 230.000                |
| тиме Украјина (3)                    | 105.000                |
| Уједињено Краљевство (3)             | 267.000                |
| Немачка (4)                          | 108.000                |
| Турска (3)                           | 30.000                 |
| Италија                              | 30.000                 |
| Канада                               | 371.000                |
| Аргентина                            | 250.000                |
| Бразил                               | 130.000                |
| Јужна Африка                         | 106.000                |
| Аустралија                           | 100.000                |
| Азија (без Израела, Русије и Турске) | 50.000                 |
| Мексико                              | 45.000-50.000          |
| Иран                                 | 20.405                 |
| укупно                               | око 14.000.000         |

Примедбе:
1 око 76% становништва Израела
2 подручје бившег Совјетског Савеза; руски попис из 2002, друге процене говоре од преко 1 Мио
3 попис 2001
4 немачки статистички завод из 2006, за 2005
По попису у Републици Србији из 2002. године, у Србији живе 1.158 Јевреја. Друге процене говоре од око 3.000 Јевреја у Србији.

## Генетичко порекло Јевреја
Велик развој модерне популационе генетике током 90-их година 20. века, као и велико интересовање за порекло Јевреја, резултовао је спровођењем великог броја генетичких студија јеврејског становништва раштрканог по целом свету. Ове студије омогућиле су разјашњавање историјских недоумица, али и тенденциозних антисемитских тврдњи о пореклу Јевреја. Студије популационе генетике показале су да јеврејски народ највећим делом (ашкенаски Јевреји, сефардски Јевреји, Јевреји који су током дијаспоре живели у блискоисточним земљама и земљама северне Африке, Мизрахи Јевреји, воде порекло од древног блискоисточног израелског становништва Генетичка студија линије мушког порекла, Y-ДНК, која се наслеђује по очинској линији, спроведена током 2000. године од стране велике групе међународних стручњака и објављена у издању америчке националне академије наука, показала је да јеврејске заједнице у Европи, Северној Африци, Блиском истоку и Америци имају заједничко блискоисточно генетичко порекло. Студија је обухватила 1329 особа из 29 различитих држава Друга велика студија објављена исте године, утврдила је да око 70% јеврејског становништва у Израелу води директно генетичко порекло од староседелачког становништва, које је хиљадама година живело на том простору. Студије мајчинске митохондријалне ДНК, спроведене током 2006. године од стране Бехара и сарадника, показале су да ашкенаски Јевреји воде порекло од 150 блискоисточних жена. Велика трансгеномска студија аутосомалне ДНК спроведена под покровитељством њујоршког колеџа „Алберт Ајнштајн” током 2010. године, искључила је било какву значајну генетичку контрибуцију туркијског хазарског народа у формирању данашњих ашкенаских Јевреја, (што је често потенцирано у антисемитским круговима) и слично претходним генетичким студијама потврдила заједничко блискоисточно порекло Јевреја.
Иако је преласка у Јудаизам кроз векове било, с обзиром на верска ограничења било их је мало, те је у оквиру генетичке студије Бехара и сарадника 2004. године, укупни генетички инпут европске популације у формирању ашкенаске јеврејске заједнице израчунат на 12,8%.

## Доприноси
Припадни јеврејске заједнице су играли значајну улогу у развоју западне културе, унапређујући многе области интелектуалног рада, науке и технологије, како кроз историју тако и у модерно доба, укључујући и утицај кроз дискретне трендове у јеврејској филозофији, јеврејску етику и јеврејску књижевност, као и специфичне трендове у јеврејској култури, укључујући јеврејску уметност, јеврејску музику, јеврејски хумор, јеврејско позориште, јеврејску кухињу и јеврејску медицину. Јевреји су основали различите јеврејске политичке покрете, и јеврејске верске покрете, и, иако је ауторство хебрејске Библије и делова Новог завета, обезбедило основу за хришћанство, и ислам. Више од 20 процената Нобелових награда додељено је појединцима јеврејског порекла.